# Hingen
Hingen is een buurtschap van het kerkdorp Echt in de gemeente Echt-Susteren, in de Nederlandse provincie Limburg. Het aantal inwoners bedroeg 740 in 2010.
Hingen wordt tegenwoordig ook vaak tot Pey gerekend, maar hoort van oudsher bij Echt, voorheen ook gemeente Echt. Hingen is samen met Echt in 2002 door fusie bij de gemeente Echt-Susteren gekomen.

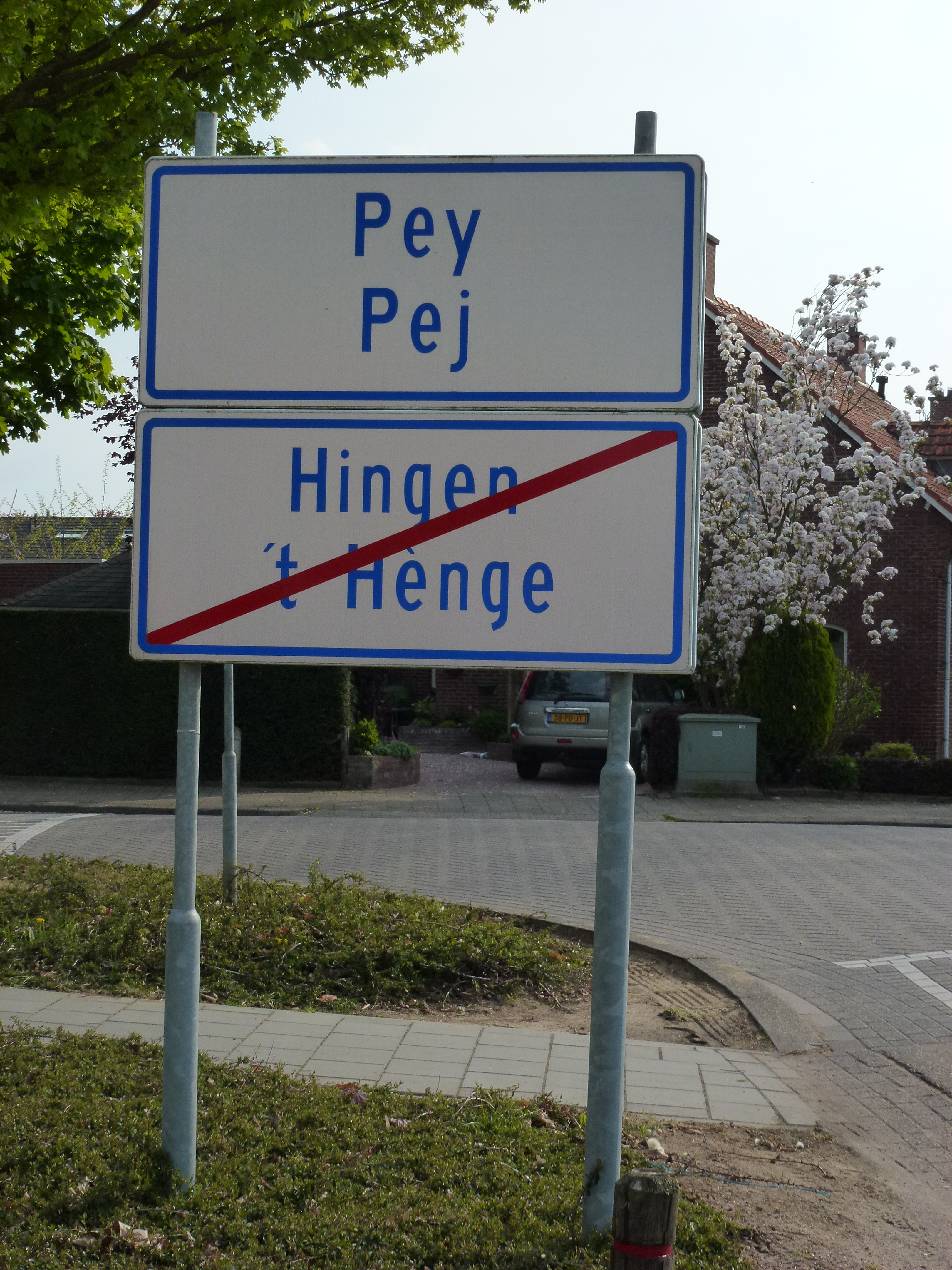
Plaatsnaamborden grens Hingen - Pey
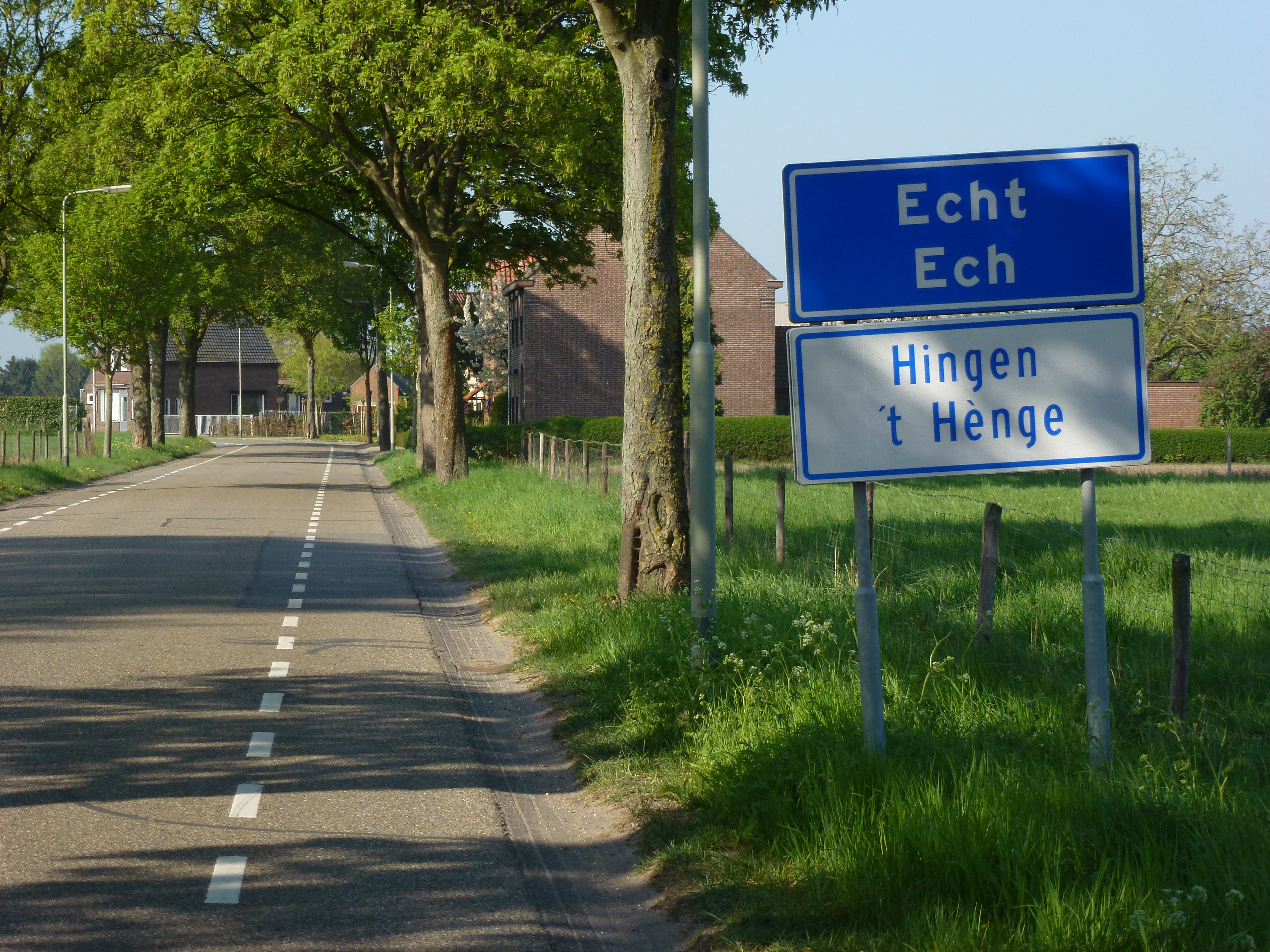
Dubbel plaatsnaambord, Hingen als onderdeel van Echt.
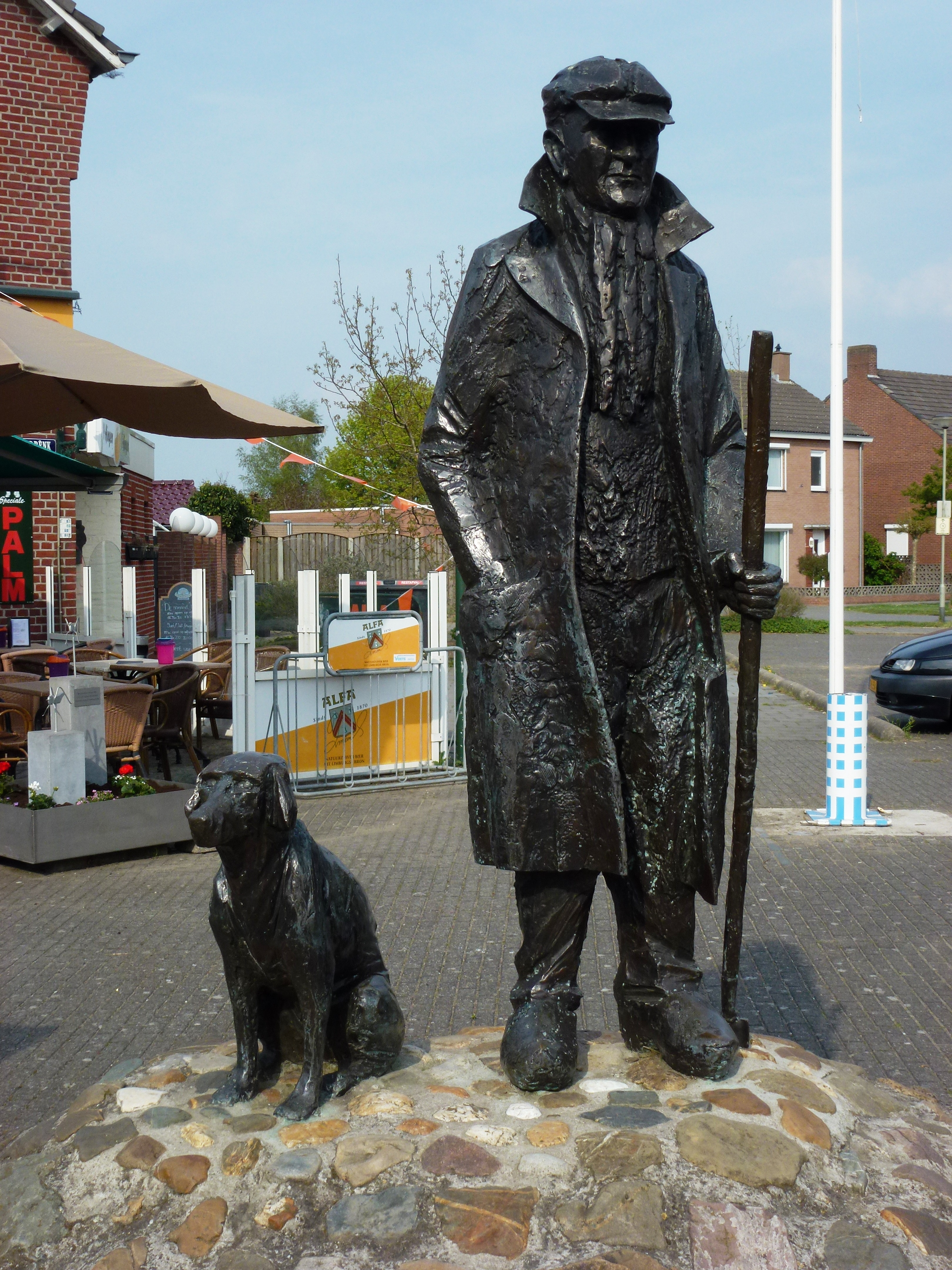
Beeld voorstellend Herder Lei van Maan Wolfs met zijn hond Sjtuub
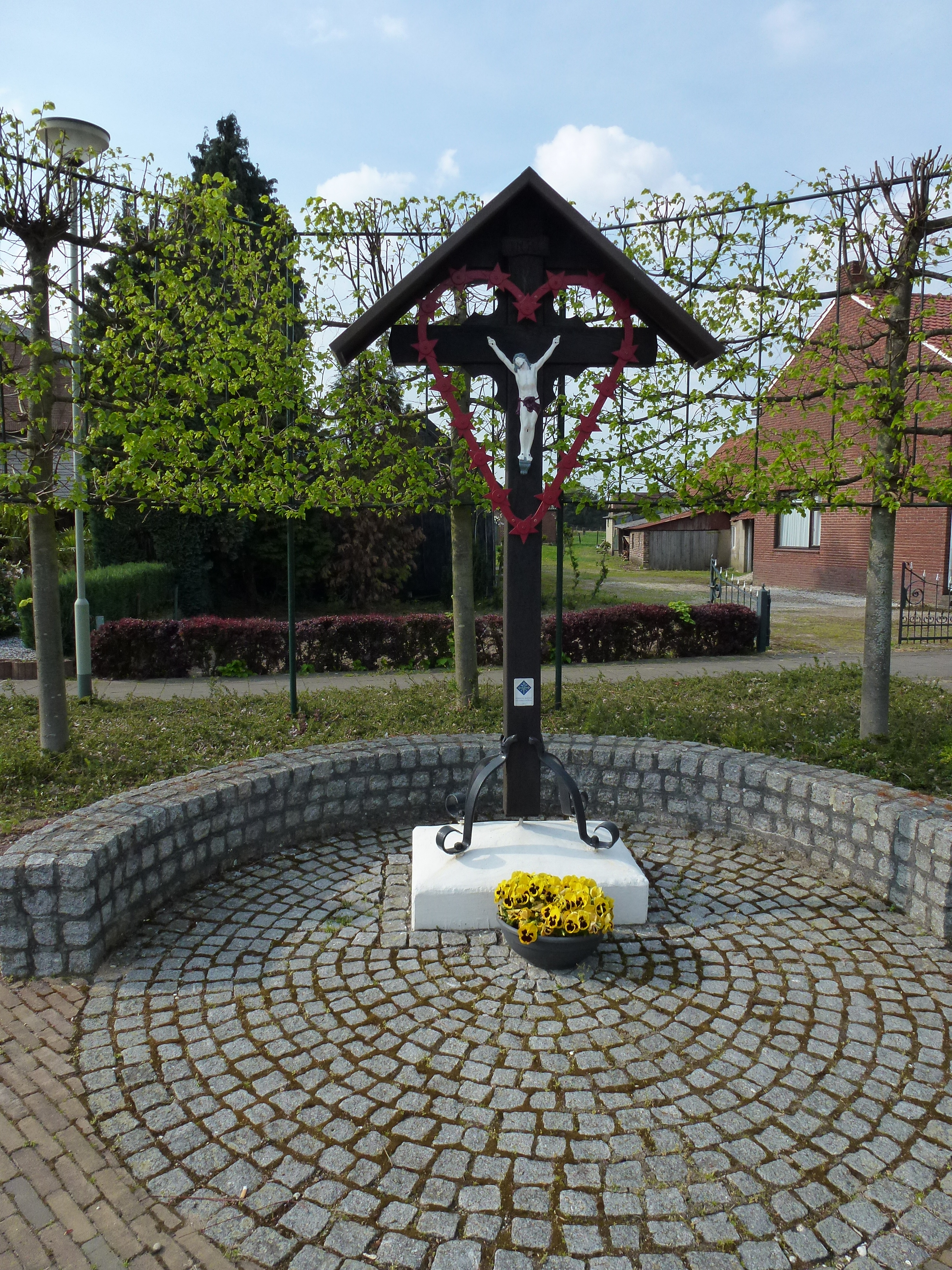
Wegkruis Echterstraat-St.Joosterweg